# 1989 na literatura

## Mortes
| Data            | Nome                                 | Profissão                        | Nacionalidade | Observações                      | Ref   |
| --------------- | ------------------------------------ | -------------------------------- | ------------- | -------------------------------- | ----- |
| 6 de Janeiro    | Elisa Lispector                      | escritora                        | Brasil        | n. 1911                          |       |
| 31 de Janeiro   | Fernando Namora                      | escritor                         | Portugal      | n. 1919                          |       |
| 28 de Fevereiro | Aurélio Buarque de Hollanda Ferreira | lexicógrafo, filólogo e ensaísta | Brasil        | n. 1910                          |       |
| 4 de Março      | Genolino Amado                       | escritor, professor e jornalista | Brasil        | n. 1902                          |       |
| 17 de Abril     | Adolfo Simões Müller                 | escritor e jornalista            | Portugal      | n. 1909                          |       |
| 19 de Abril     | Daphne du Maurier                    | escritora                        | Reino Unido   | n. 1907                          |       |
| 7 de Junho      | Paulo Leminski                       | poeta e escritor                 | Brasil        | n. 1944                          |       |
| 25 de agosto    | Norberto Lopes                       | jornalista e escritor            | Portugal      | n. 1900                          |       |
| 4 de Setembro   | Georges Simenon                      | escritor                         | Bélgica       | n. 1903                          |       |
| 17 de Abril     | Adolfo Simões Müller                 | escritor e jornalista            | Portugal      | n. 1909                          |       |
| 22 de Dezembro  | Samuel Beckett                       | dramaturgo e escritor            | Irlanda       | n. 1906 Nobel da Literatura 1969 | [ 1 ] |

## Prémios literários
- Nobel de Literatura - Camilo José Cela[1]
- Prémio Camões - Miguel Torga[2]
- Prémio Machado de Assis - Gilberto Mendonça Telles
- Grande Prémio de Romance e Novela APE/IPLB - Paulo Castilho